# Pfarrhaus (Biberbach (Schwaben))

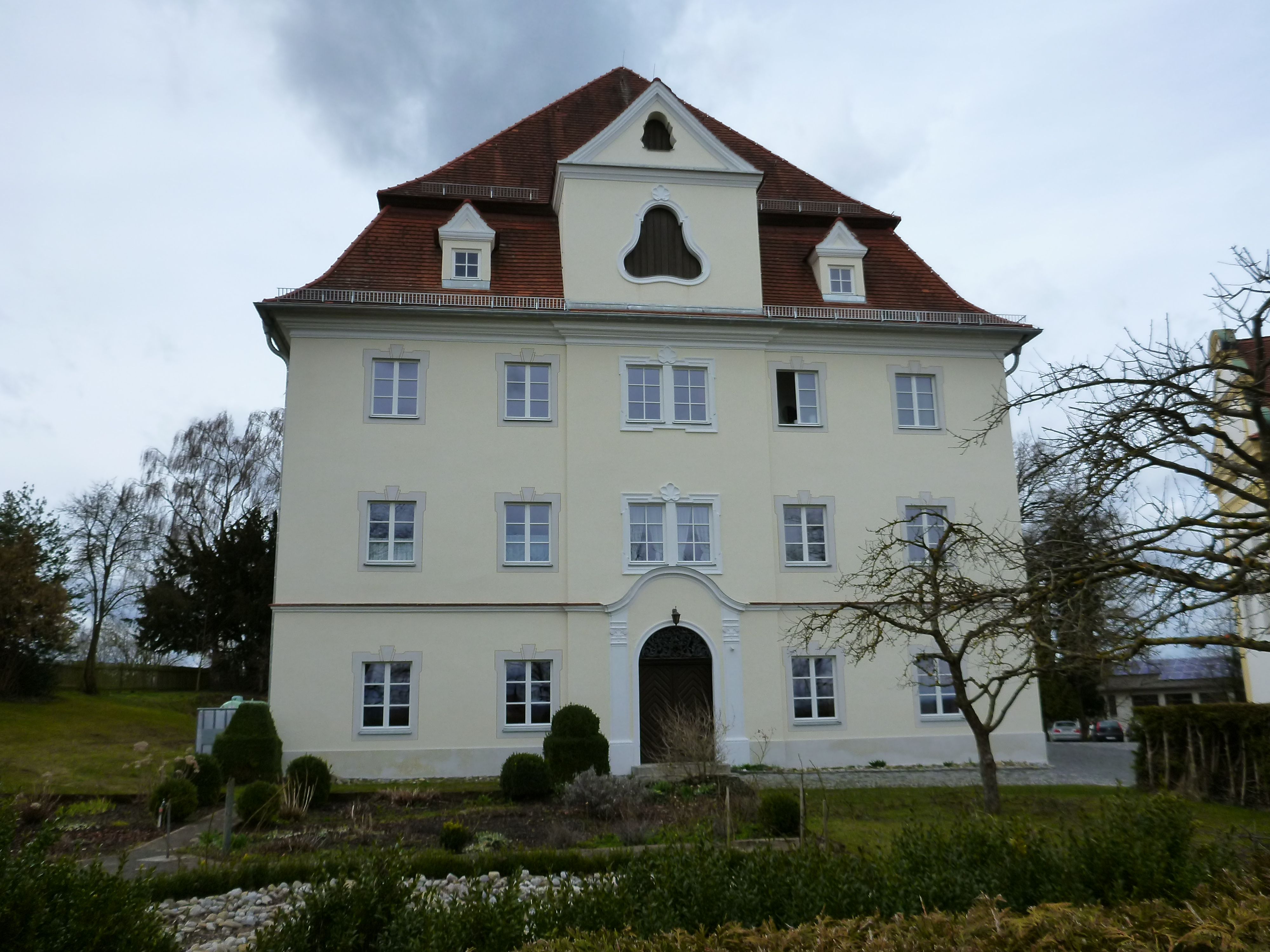
Pfarrhaus in Biberbach (Schwaben)

Das Pfarrhaus in Biberbach (Schwaben), einer Gemeinde im Landkreis Augsburg im bayerischen Regierungsbezirk Schwaben, wurde 1765 erbaut. Das barocke Pfarrhaus südlich der katholischen Pfarr- und Wallfahrtskirche St. Jakobus ist ein geschütztes Baudenkmal.

## Beschreibung
Der dreigeschossige Bau mit Mansardwalmdach wurde von Johann Bernhard Nigg für die Priester der Wallfahrtskirche errichtet. Im Norden, Osten und Süden befinden sich Mittelrisalite, die mit Zwerchgiebeln bekrönt werden. Der östliche Risalit mit dem Portal weist noch Pilaster und Bassgeigenfenster auf.  